# ياري فيرشايرن
ياري فيرشايرن (بالهولندية: Yari Verschaeren) هو لاعب كرة قدم بلجيكي في مركز الوسط المهاجم ولد في يوم 12 يوليو 2001 في مدينة أنتويرب في بلجيكا، يلعب حالياً مع نادي أندرلخت، يبلغ طوله 172 سم.

## روابط خارجية
- ياري فيرشايرن على موقع الاتحاد الأوربي (الإنجليزية)
- ياري فيرشايرن على موقع الاتحاد البلجيكي (الإنجليزية)
- ياري فيرشايرن على موقع قاعدة بيانات كرة القدم.إي يو (الإنجليزية)
- ياري فيرشايرن على موقع ناشيونال فوتبول تيمز (الإنجليزية)
- ياري فيرشايرن على موقع Soccerbase.com (لاعب) (الإنجليزية)
- ياري فيرشايرن على موقع Soccerway.com (الإنجليزية)
- ياري فيرشايرن على موقع عالم كرة القدم.نت (الإنجليزية)